# Angeln (razza bovina)
L’Angeln è una razza bovina originaria di Angeln nello Schleswig-Holstein (Germania) ove risulta attestata nel XVII secolo. Se ne ipotizza un'origine vecchia di 5000 anni. La razza è censita dal 1830, ha contribuito alla selezione della Rossa danese, ed è oggi a rischio di estinzione: dei 12.000 animali censiti nel 1993, rimanevano nel 2015 solo 340 mucche Angeln "pure" per colpa dell'ibridazione con altre razze produttrici di latte (fond. Frisona).

## Morfologia
La razza ha colore marrone rossastro completo, con possibili macchie bianche su mammelle e ventre. Alcune linee riproduttive hanno maschere nere e zampe nere.
Le mucche pesano 450–650 kg per un'altezza di 1,26-1,42 m e producono in media 7570 kg (16.700 lb) di latte ad alto contenuto di grassi (4,81%).